# Matthew Wilder
Matthew Wilder, echte naam Matthew Weiner (New York, 24 januari 1953) is een Amerikaanse zanger en muzikant. Hij behaalde in Nederland met de single Break My Stride in het voorjaar van 1984 een gigantische hit in de destijds drie hitlijsten op de nationale publieke popzender Hilversum 3: de 3e positie in de Nederlandse Top 40, de 5e positie in de Nationale Hitparade en de 4e positie in de TROS Top 50. In de Europese hitlijst op Hilversum 3, de TROS Europarade, werd de 16e positie bereikt.
In België behaalde de plaat een top 5 notering in beide Vlaamse hitlijsten.   
Met de muziek die hij schreef voor de tekenfilm Mulan werd hij onder meer genomineerd voor de Academy Award in de categorie Best Music, Original Musical or Comedy Score.

## Muzikale loopbaan
Wilder begon zijn muzikale carrière als de helft van het duo Matthew & Peter, begin jaren 70. Samen brachten ze in 1972 het album Under the Arch uit. In de latere jaren van dat decennium voegde Wilder zich als achtergrondzanger bij Rickie Lee Jones en Bette Midler. In 1983 verscheen Wilders debuutalbum I Don't Speak the Language. De single Break My Stride die daarop stond, werd zijn grootste commerciële succes als soloartiest. Een tweede nummer van deze plaat, The Kid’s American, behaalde ook de Billboard Top 40. Een jaar later bracht Wilder zijn tweede en laatste originele plaat uit, Bouncin' Off the Walls.
Na het einde van zijn solocarrière bleef Wilder actief in de muziekindustrie als producent en songwriter. In die hoedanigheid werkte hij onder meer voor No Doubt (Tragic Kingdom ), Christina Aguilera en Kelly Clarkson. Wilder wilde in februari 2011 een album van Ilse DeLange produceren, maar wegens het overlijden van DeLanges vader en het opschuiven van werkzaamheden werd het album uiteindelijk afgelast.
In 2011 scoorde DeLange een hit met het nummer DoLuv2LuvU, geproduceerd door Wilder. Dit nummer werd speciaal geschreven voor 3FM Serious Request. In 2015/2016 schreef hij songs voor het Amerikaanse televisieprogramma The Voice.

## Mulan
Wilder zong de liedjes in van het personage Ling in de tekenfilm Mulan. Hij schreef de muziek bij de liedjes Honor to Us All, Reflection, I'll Make a Man Out of You, A Girl Worth Fighting For, True to Your Heart en Reflection. Wilder won hiermee een ASCAP Film and Television Music Award en een Annie Award en werd genomineerd voor een Academy Award, een Golden Globe en een Grammy Award.

## Discografie

### Albums
- I Don't Speak the Language (1983)
- Bouncin' Off the Walls (1984)

### Singles
| Single met eventuele hitnotering(en) in de Nederlandse Top 40 | Datum van verschijnen | Datum van binnenkomst | Hoogste positie | Aantal weken | Opmerkingen                                                                      |
| ------------------------------------------------------------- | --------------------- | --------------------- | --------------- | ------------ | -------------------------------------------------------------------------------- |
| Break My Stride                                               | 1984                  | 03-03-1984            | 3               | 9            | #5 in de Nationale Hitparade / #4 in de TROS Top 50 / NOS Steunplaat Hilversum 3 |
| The kid's American                                            | 1984                  | 12-05-1984            | 28              | 4            |                                                                                  |

| Single met hitnotering(en) in de Vlaamse Ultratop 50 | Datum van verschijnen | Datum van binnenkomst | Hoogste positie | Aantal weken | Opmerkingen             |
| ---------------------------------------------------- | --------------------- | --------------------- | --------------- | ------------ | ----------------------- |
| Break My Stride                                      | 1984                  | 10-03-1984            | 3               | 9            | #2 in de Radio 2 Top 30 |
| The kid's American                                   | 1984                  | 05-05-1984            | 28              | 6            |                         |

### NPO Radio 2 Top 2000
| Nummer met noteringen in de NPO Radio 2 Top 2000 | '99  | '00-'01 | '02  | '03-'19 | '20  | '21  | '22  |
| ------------------------------------------------ | ---- | ------- | ---- | ------- | ---- | ---- | ---- |
| Break My Stride                                  | 1757 | -       | 1026 | -       | 1534 | 1712 | 1907 |

1. ↑  Een '-' betekent dat het nummer niet was genoteerd en een vetgedrukt getal geeft de hoogste notering aan.
2. ↑  Deze tabel is bijgewerkt tot en met de laatste editie (2024).

- Bibliothèque nationale de France: cb13901160h (data)
- Gemeinsame Normdatei: 134556895
- International Standard Name Identifier: 0000 0000 5513 1260
- Library of Congress Control Number: n95024851
- MusicBrainz: 471e21ab-7a14-4190-a9d2-f95197616df4
- Nationale Bibliotheek van Tsjechië: xx0213181
- Nederlandse Thesaurus van Auteursnamen: 101810636
- Virtual International Authority File: 5119367
- WorldCat: E39PBJtH48wT8CjTH9xwvVWRrq